# Rørvik
Rørvik est une ville et un centre administratif de la commune de Nærøysund en Norvège. La ville est située dans un paysage côtier typique et les bâtiments se composent principalement de maisons en bois plus anciennes et plus récentes. Rørvik est situé à l'extrême nord du comté de Trøndelag et un peu plus de 4 450 habitants vivent dans la zone urbaine. Le nombre d'habitants de la commune est de 10 014 (2023). Rørvik est une escale régulière pour le Hurtigruten depuis sa création en 1893, et les Hurtigruten en direction du sud et du nord s'y rencontrent tous les soirs.

## Géographie

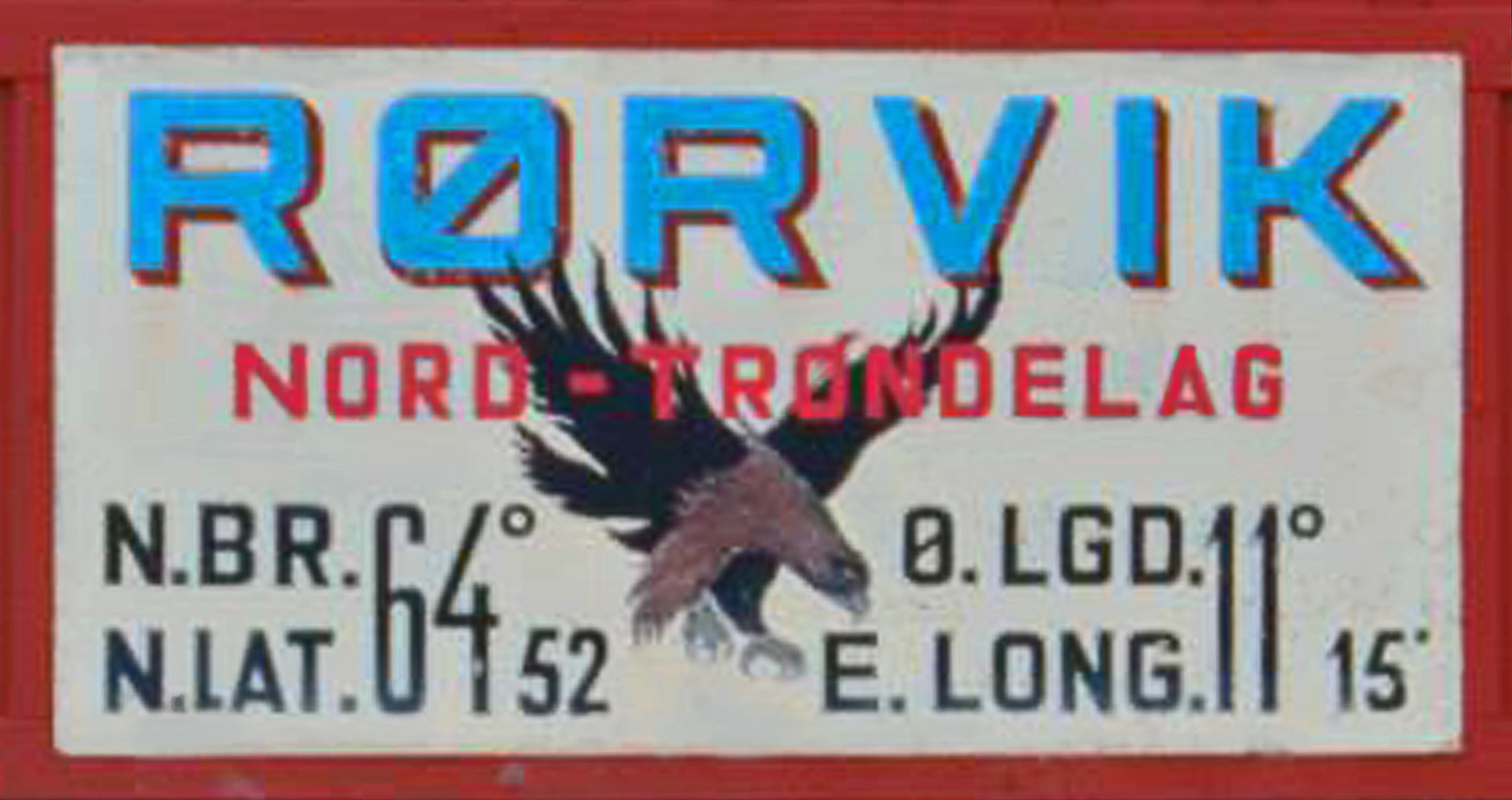

La ville est située dans la partie nord-ouest du district de Trøndelag au centre de la Norvège, à environ 200 kilomètres au nord de la ville de Trondheim (320 kilomètres par la route). Rørvik est situé dans la partie orientale de l'archipel de Vikna sur l'île d'Inner-Vikna sur la rive ouest du détroit de Nærøysundet, face au continent sur la rive est du détroit.
Le climat est maritime, et même ici, au 65e parallèle, de nombreux jardins privés ont des pruniers et des pommiers

## Histoire
Les îles Vikna ont été colonisées très tôt et il existe plusieurs tumulus préhistoriques. Parmi les pentes rocheuses et les falaises des îles, il y a de nombreux champs de plaine étonnamment luxuriants, et l'agriculture et la pêche étaient les modes de vie traditionnels, comme ils le sont encore en partie.
Rørvik était à l'origine un nom de ferme. La première partie du nom a été expliquée comme røirr, comme dans "pile de pierre" ou "pile funéraire", ou le mot dialecte rør, qui signifie. La deuxième partie du nom signifie crique ou baie.
Lors du recensement de 1701, il n'y avait que quatre ménages à Rørvik. Lorsque l'État a établi une route de courrier et de passagers dans le nord de la Norvège en 1838 desservie par des bateaux à vapeur, ils ont été expédiés sur Kråkøya, à 4 km au nord de Rørvik. Lorsque Rørvik est devenu un port de ferry en 1859, le marchand de Kråkøya voulait qu'un port de ferry soit établi du côté Nærøy du détroit, mais le conseil municipal n'était pas d'accord, mais a recommandé que le port d'escale pour les bateaux à vapeur soit déplacé à Rørvik, ce qui se passa en 1863, et Rørvik devint une escale permanente pour la route du Norland (bateau à vapeur postal régulier), la Poste y fut également déplacée en 1866. Rørvik grandit ainsi comme une ville connectée à la mer et aux liaisons. En outre, il y avait un poste de traite avec des marchands tels que Johan Berg et Paul Anzjøn et un peu plus tard les familles Holand et Fossaa en tant que plus grands marchands. Rørvik est devenu sa propre municipalité de construction en 1869 et c'est aujourd'hui considéré comme l'année de fondation de la ville.

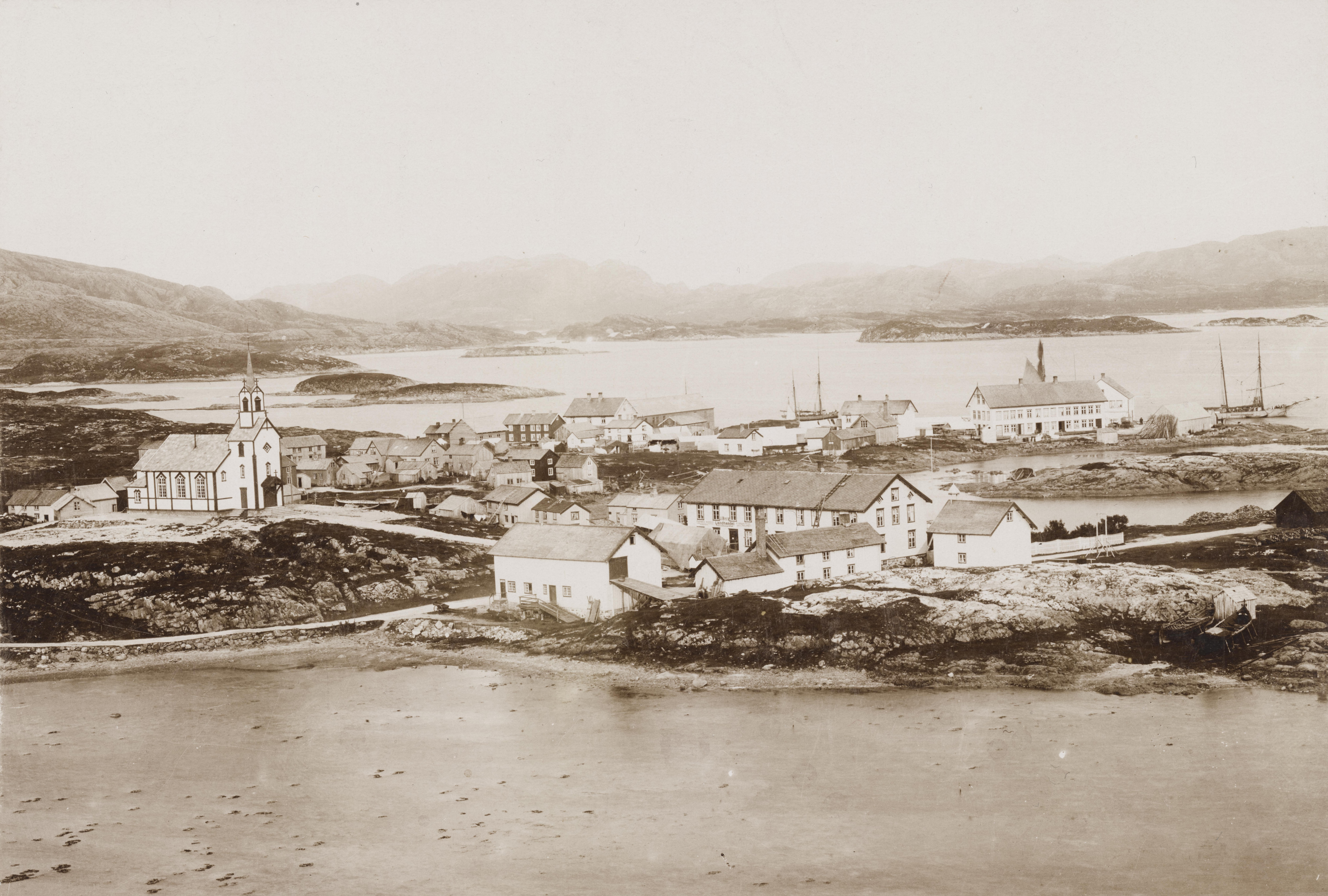
Rørvik 1898

La station télégraphique de Rørvik a été créée en 1876. En outre, il y avait un certain nombre d'établissements d'hébergement et de restauration dans la ville.L'État s'est retiré du trafic maritime dans les années 1860 et des compagnies maritimes privées ont pris le relais avec des bateaux construits pour le trafic de marchandises. Rørvik est devenu un port d'escale pour Hurtigruten dès le début en 1893.
Le 22 juillet 1922, trois hommes sont morts dans un accident d'avion près de Rørvik. Il s'agit du premier accident majeur de l'aviation civile en Norvège.
La première classe de collège à Rørvik a commencé en 1931.
La radio Rørvik a été créée en 1936. Rørvik Radio (LGD) était une station de radio côtière à Rørvik qui a fonctionné du 6 novembre 1936 au 1er juin 1986. La station correspondait sur ondes moyennes téléphonie et télégraphie ainsi que sur VHF. Le trafic est aujourd'hui contrôlé à distance depuis Florø Radio.
L'hôpital de Rørvik pour les maternités et les soins infirmiers a été créé par la Rørvik Sanity Association en 1938.

L'écrivain et journaliste tchèque Karel Čapek décrit l'endroit de passage en 1936 : « Rørvik, la première petite ville sur une île ; habitée par un certain nombre de petites maisons en bois, dont trois hôtels, dix cafés et une rédaction pour le journal local ."

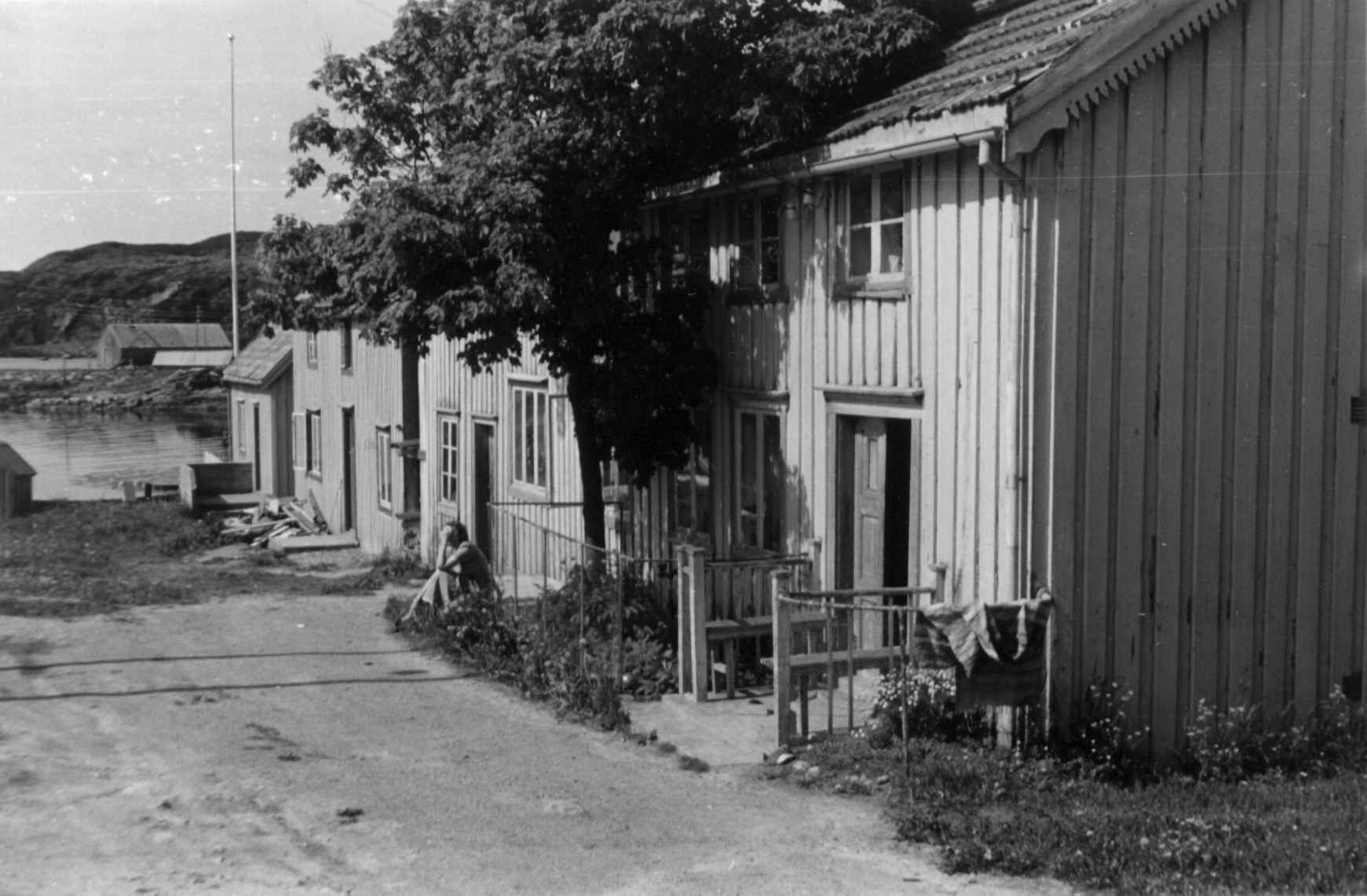
Rørvik dans les années 1930 (Foto: Arne Berg/Norsk Folkemuseum)
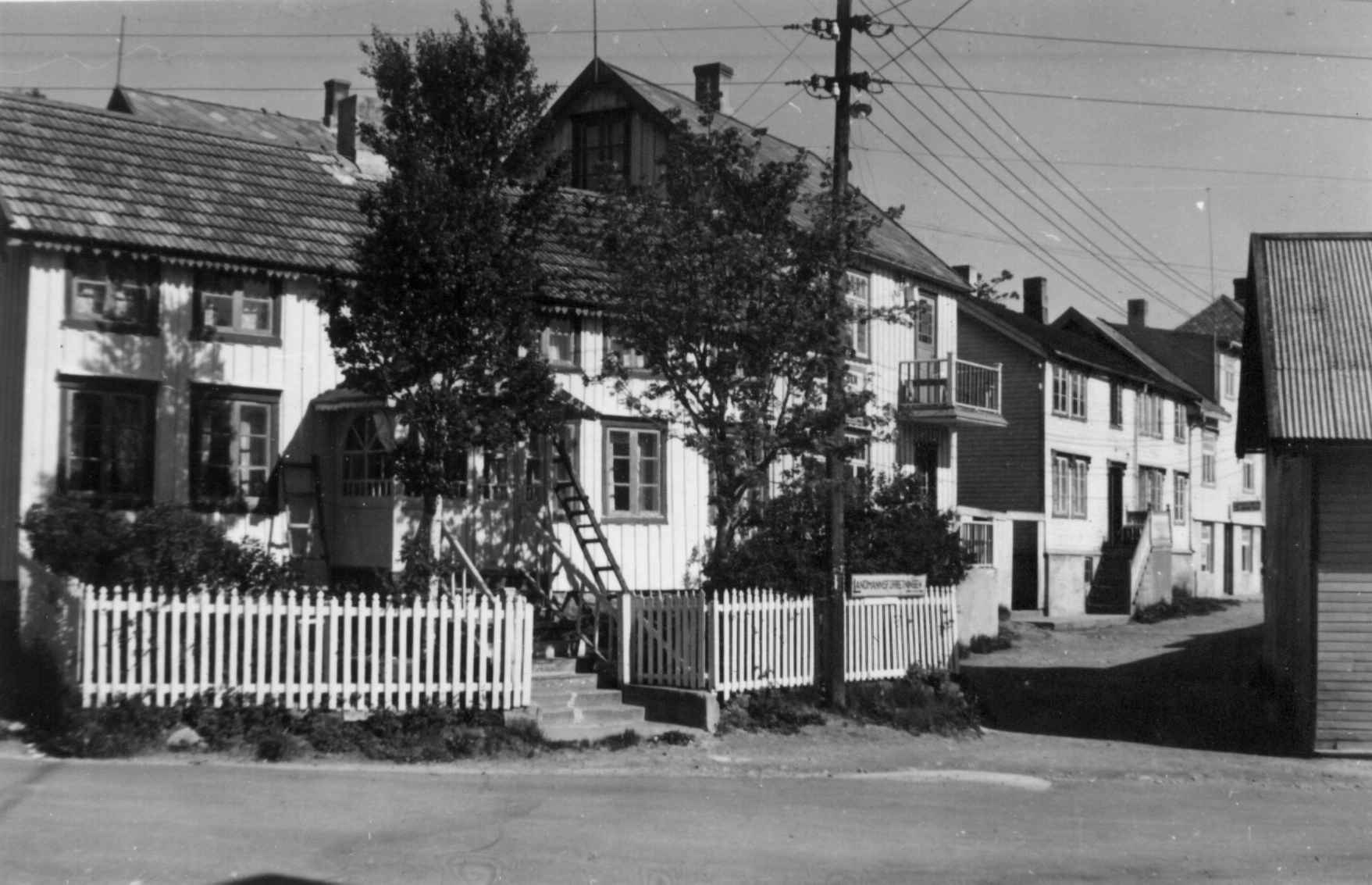
Rørvik dans les années 1930 (Foto: Arne Berg/Norsk Folkemuseum)
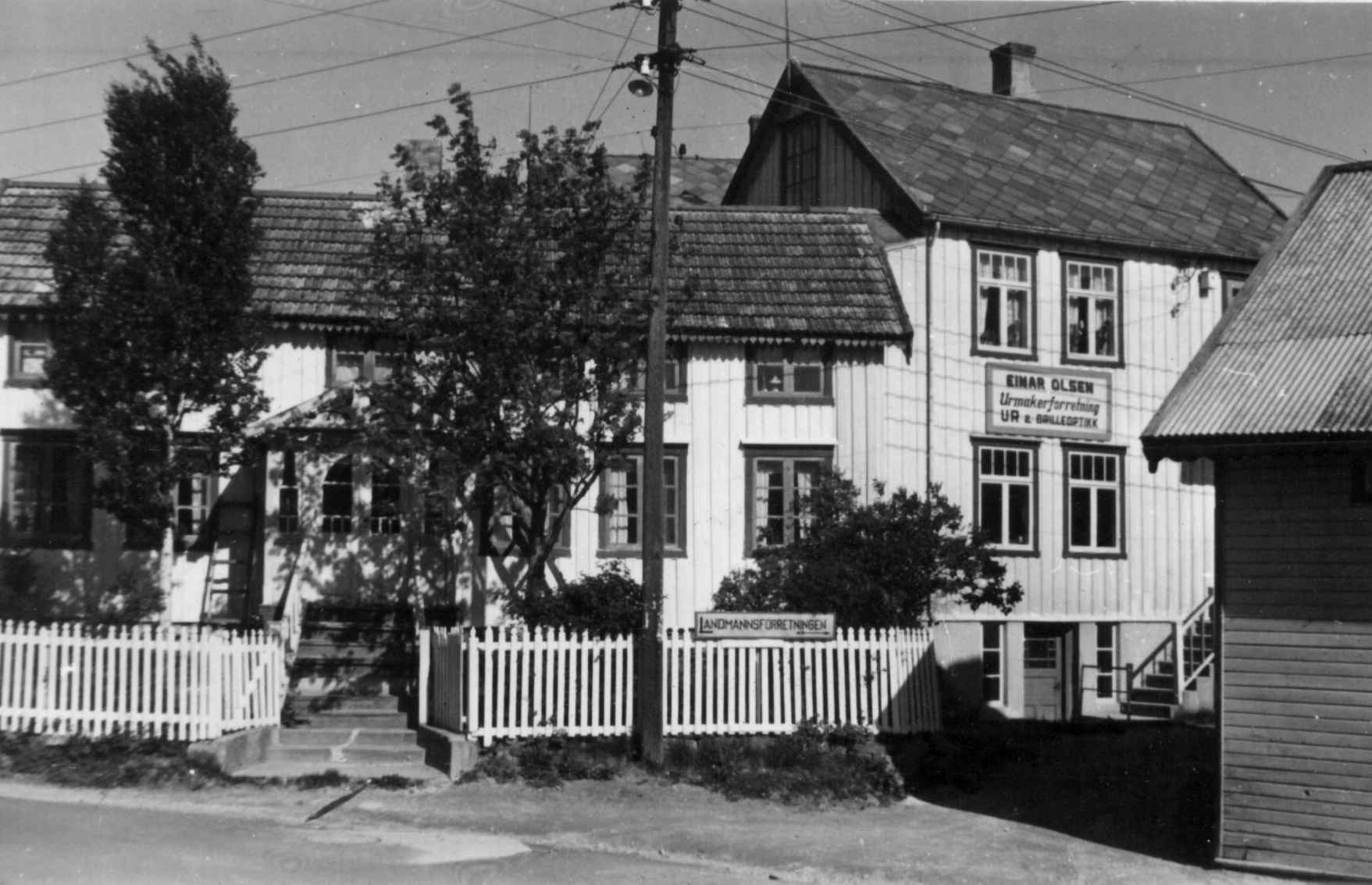
Rørvik dans les années 1930 (Foto: Arne Berg/Norsk Folkemuseum)
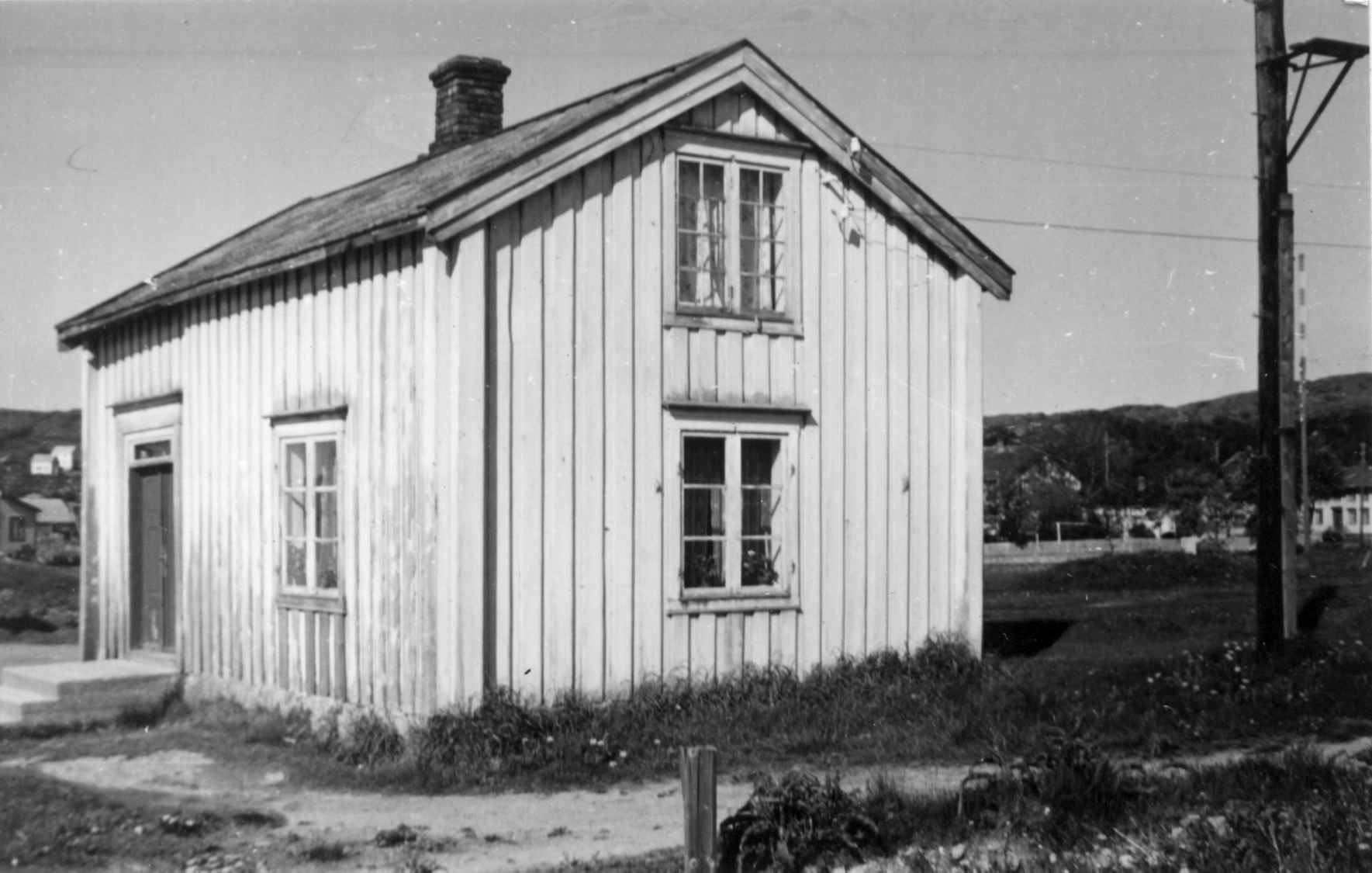
Rørvik dans les années 1930 (Foto: Arne Berg/Norsk Folkemuseum)

En mai 1940, Rørvik est bombardé par des avions allemands. 5 personnes ont été blessées dans l'attaque, mais personne n'est mort, 86 maisons ont subi des dégâts matériels, dont 6 ont été complètement endommagées.

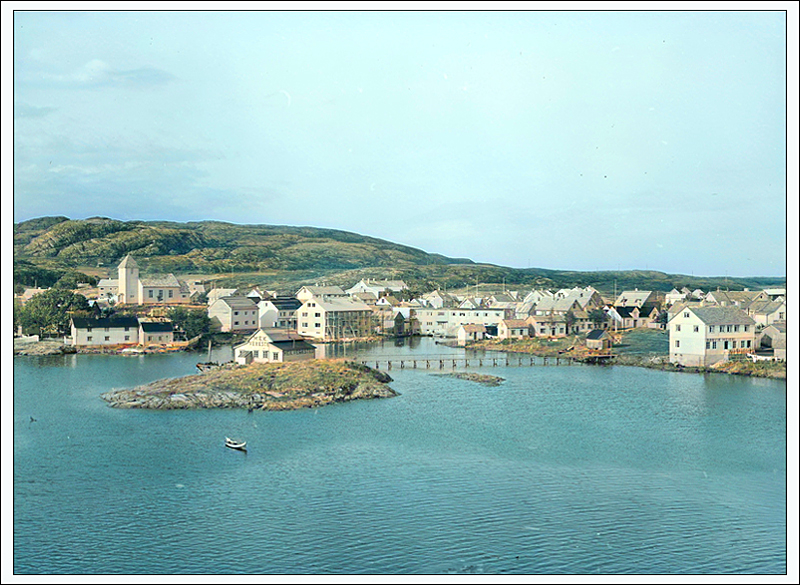
Rørvik 1952

Les programmes de subventions pour l'établissement de nouvelles petites exploitations en Norvège ont contribué au peuplement de plusieurs des îles de Vikna jusque dans les années 1930. Quelques années plus tard, en 1947, la première des familles a déménagé d'Ytre Vikna à Rørvik. Le flux migratoire qui s'est produit dans les années qui ont suivi s'est réparti en trois catégories : ceux qui ont entièrement quitté le district et se sont rendus sur l'un des sites industriels ; ceux qui ont déménagé à Rørvik et y ont trouvé du travail; et ceux qui ont déménagé à Rørvik, mais ont continué à pêcher dans les zones d'où ils venaient. Avant 1955, seul Rørvik avait accès à l'électricité du fournisseur public d'électricité, et les lignes électriques sont devenues cruciales pour une grande partie du développement. Le développement du réseau routier, l'éloignement des services publics tels que les écoles, les subventions à la réinstallation et les offres de terrains prêts à construire à Rørvik ont également été des raisons importantes pour lesquelles les gens ont déménagé.

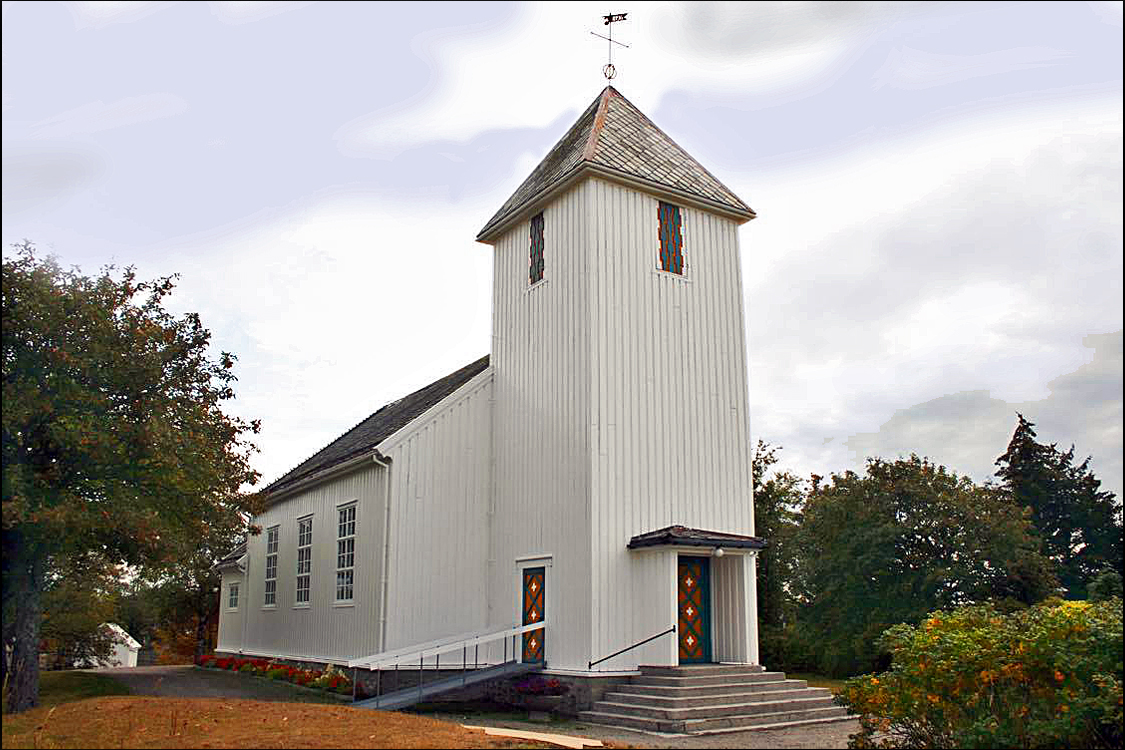
Ancienne église de Rørvik de 1896. L'église a été bombardée par les Allemands en 1940 et reconstruite. En 2012, l'église a entièrement brûlé.

En 1962, l'une des plus grandes catastrophes maritimes le long de la côte norvégienne s'est produite en temps de paix, lorsque le navire de la route express « Sanct Svithun » en route de Trondheim à Rørvik a mal navigué et a coulé au phare de Nordøyan. 48 personnes ont été secourues, tandis que 41 sont mortes dans le tragique accident.
En 1965, Hansvik Båt a été créé et ils ont commencé à produire de petits bateaux en plastique renforcé de fibre de verre à Rørvik. En 1972, tout l'enseignement secondaire supérieur a été regroupé sous un même toit, lorsque Ytre Namdal Videregående skole (YNVS) a été créée en tant qu'école secondaire supérieure municipale du comté.

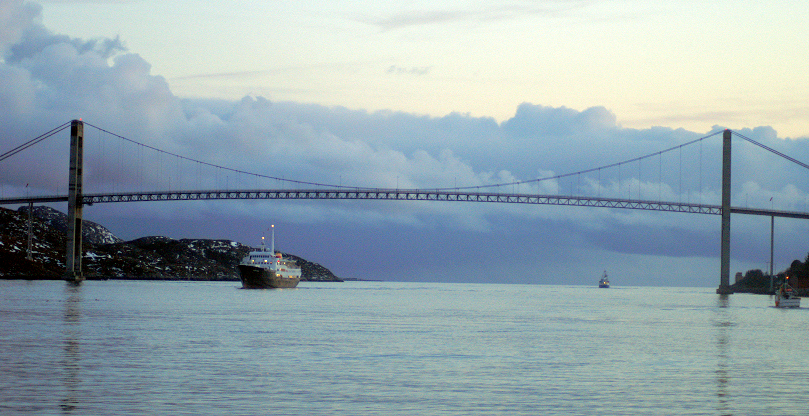
Pont de Nærøysund

En 1981, le pont Nærøysund a été ouvert et Rørvik a obtenu une connexion avec le continent et en 1986 l'aéroport de Rørvik, Ryum, a été ouvert. L'ouverture de la connexion continentale sur Fylkesvei 770 et l'aéroport de Rørvik a jeté les bases d'une nouvelle reprise des industries du commerce et des services à Rørvik. Les années 1970 ont également vu le début des premières expériences d'aquaculture dans la région, qui est déjà devenue une industrie importante au cours des années 1980 et 1990.
Le Norwegian Telemuseum Rørvik a ouvert ses portes en 1989, dans les locaux de Rørvik Radio après leur fermeture, et à l'automne 2004, le centre de la culture côtière et de l'industrie côtière, Norveg, a été ouvert par le roi Harald V et la reine Sonja. Le nouveau centre de santé de Rørvik a été ouvert en 2019 et la salle principale de la ville : Rørvik Spektrum / SinkabergHansen-Arena a été inaugurée à l'automne 2021.
La ville constituait le centre administratif de la commune de Vikna avant le 1er janvier 2020, date à laquelle elle a été intégrée au sein de la nouvelle commune de Nærøysund.

## Économie

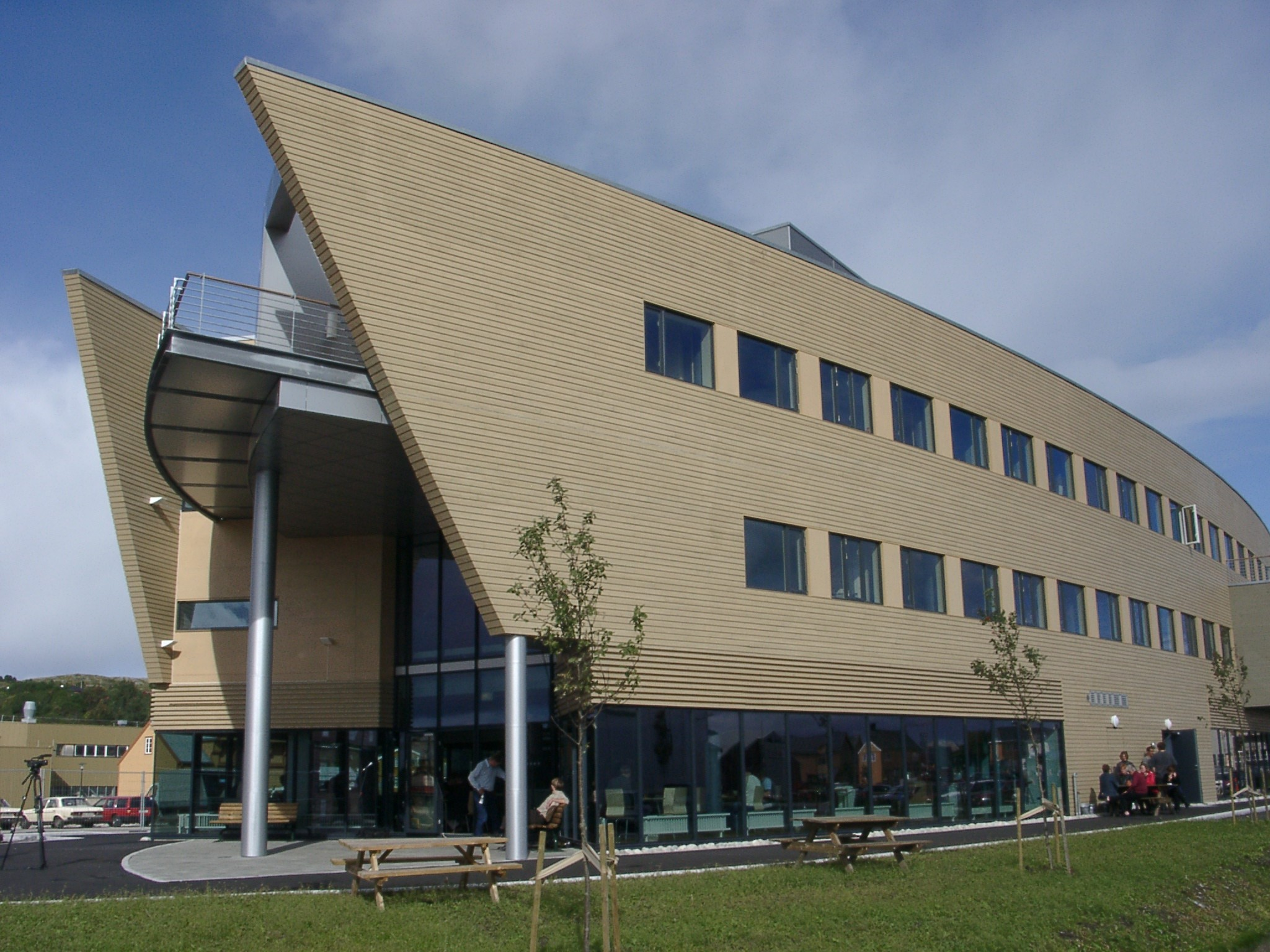
Søsterskipet (le navire jumeau), le centre client de Telenor à Rørvik

La principale occupation traditionnelle est la pêche et l'agriculture. Outre le commerce et les services, les secteurs économiques les plus importants de Rørvik sont la pêche, l'industrie de la pêche, l'aquaculture, l'industrie navale et les télécommunications.  
Le plus grand employeur est le groupe norvégien de télécommunications Telenor, mais la plupart des emplois sont toujours dans la pisciculture, la pêche et l'industrie de transformation du poisson. De nombreux emplois à Rørvik sont également liés aux services commerciaux à forte intensité de connaissances, tels que les services juridiques et comptables, les services bancaires et d'assurance, les médias, les services opérationnels informatiques et le développement de logiciels.  
Avec plus de 15 000 escales de navires par an, le port de Rørvik est la plus grande installation portuaire du centre de la Norvège.
Rørvik est également un port d'escale pour un certain nombre de navires de croisière.

## Infrastructures et transports

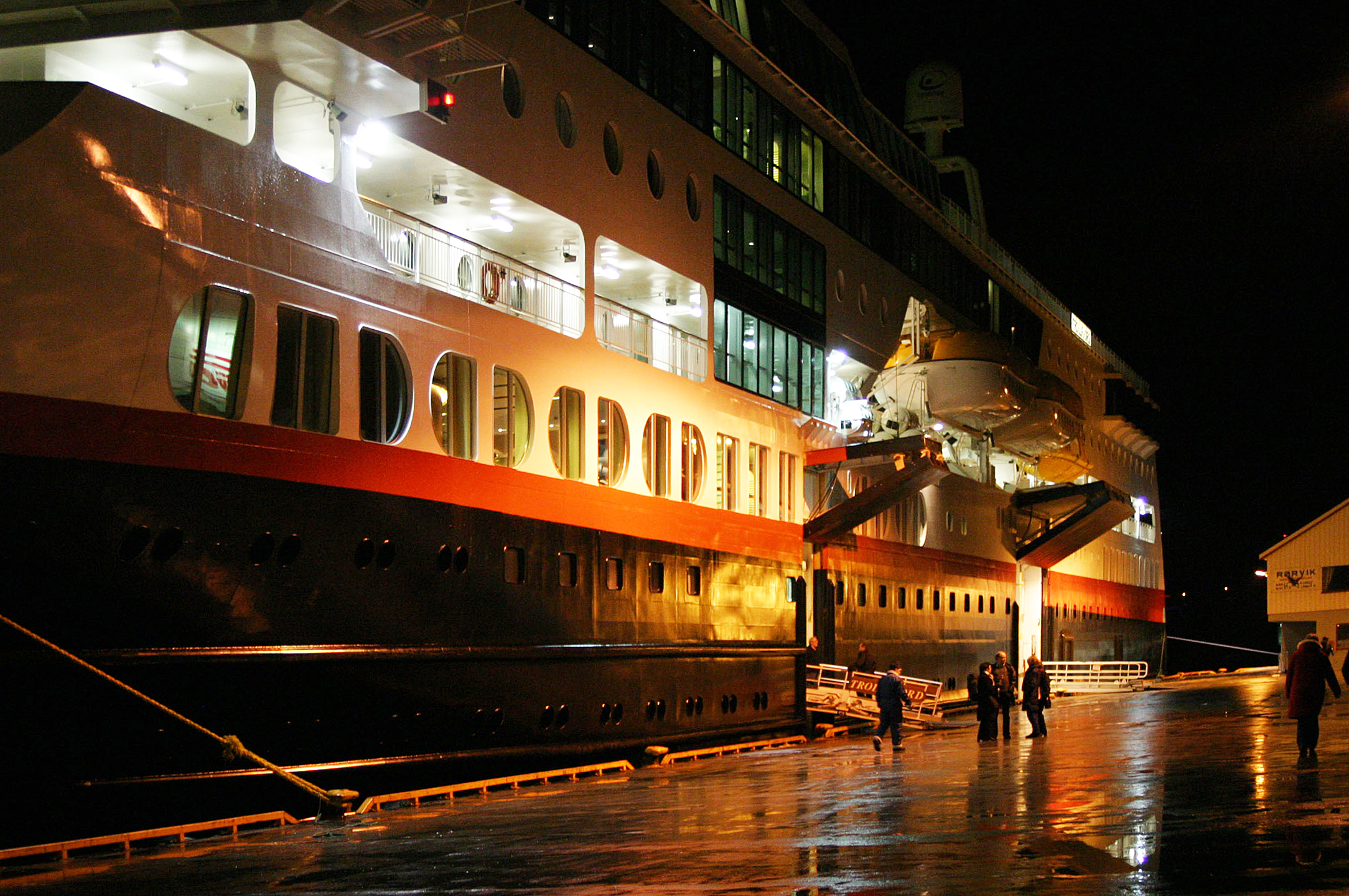
Navire Hurtigruten à quai à Rørvik

La ville de Rørvik est l'endroit où les navires Hurtigruten accostent.  
Il y a une connexion à la grande ville la plus proche de Namsos trois fois par jour par ferry rapide.  
La ville est accessible par avion via l'aéroport de Rørvik, Ryum, qui n'est pas loin du centre-ville. De l'aéroport de Rørvik Ryum, il y a une liaison aérienne avec Widerøe Flyselskap vers l'aéroport de Trondheim Værnes, l'aéroport de Namsos et l'aéroport d'Oslo Gardemoen.  
La ville et l'aéroport sont désormais reliés sans ferry via la route Fv770 à la route côtière Fv17, à environ 55 kilomètres.  Depuis Rørvik, il y a une liaison en bus vers par ex. Namsos, Grong (gare) et Brønnøysund.  
Rørvik est une plaque tournante du transport pour la région d'Ytre Namdalen et il existe un service de bus vers les deux autres petit villes de la municipalité, Ottersøya et Kolvereid, et vers les villages d'Austafjord, Abelvær, Naustbukta et Foldereid. Il y a un ferry rapide pour Abelvær, Fjølvika et Leka. Pendant les mois d'été, il y a une liaison par bateau vers Sør-Gjæslingan.

## Éducation

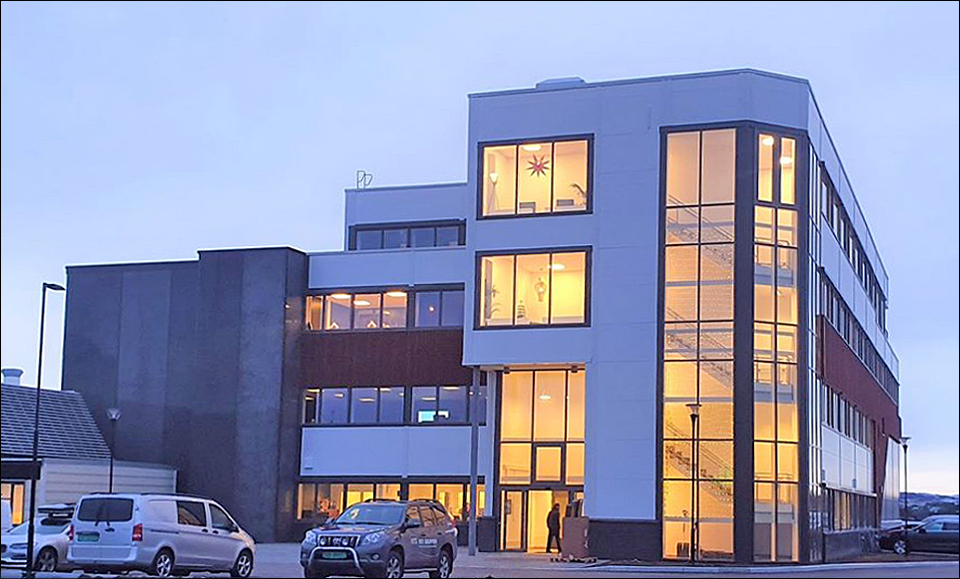
InnovArena

Rørvik est le centre scolaire de la région d'Ytre Namdal.
On y trouve, entre autres, Ytre Namdal Videregående skole (lycée), Ytre Namdal Vocational School for Maritime Education, Safety Centre Rørvik, qui propose une formation à la sécurité pour les gens de mer et Universitetet Nord - AkvaFleks, qui propose une formation postuniversitaire et continue en aquaculture à l'université. niveau.   
La zone portuaire de Rørvik abrite également l' InnovArena , un bureau commun et un centre de laboratoire pour les activités de recherche et développement.
Rørvik skole (L'école Rørvik) est une école primaire et secondaire combinée avec environ 600 élèves.

## Culture et sport
Le musée côtier norvégien et le musée des télécommunications sont situés à Rørvik.   
Rørvik Musikkforening (Société musicale) a été fondée le 1er janvier 1895 et a été un facteur très important dans la vie culturelle de Rørvik depuis le tout début.  Les auteurs les plus connus sont Magnhild Hålke, Kolbjørn Brekstad et Ola Grøvdal. Les artistes visuels Torleif Flosand et Trine Krogseth sont également originaires de Rørvik.   

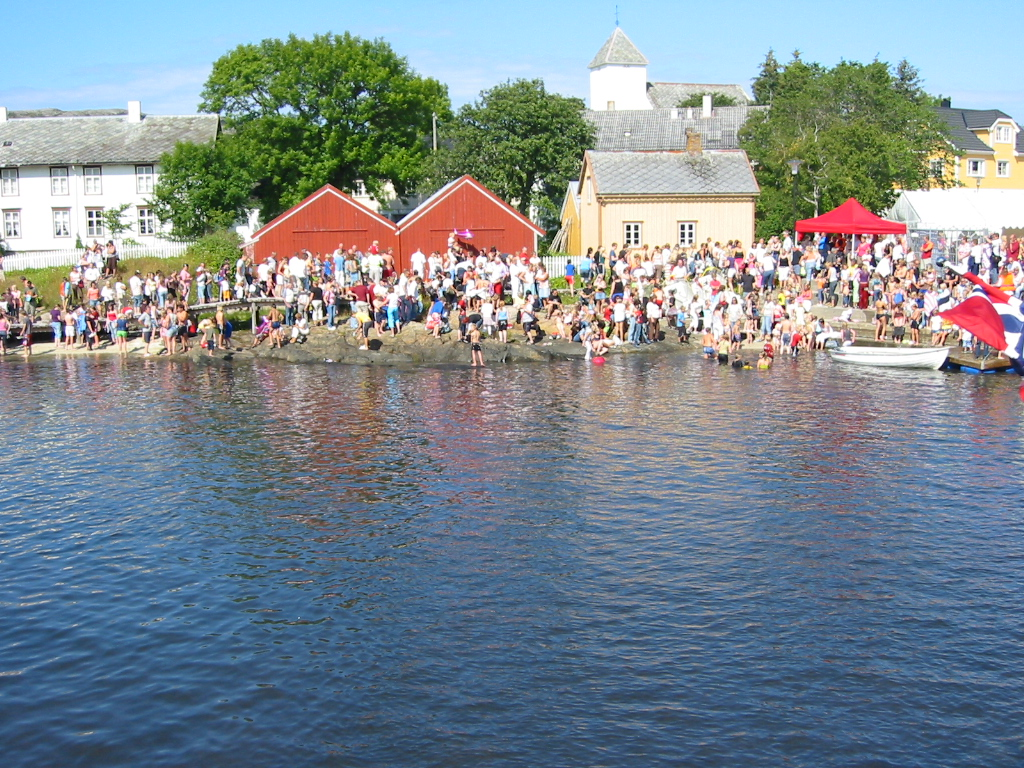
Rørvikdagan 2006

Rørvikdagan avec festival de musique, martna, fête foraine et autres activités est organisé chaque juillet.   
Skreifestivalen (la fête de la morue), un festival de gastronomie et de culture côtière, est organisé chaque année à Rørvik depuis 1998.   
L'équipe sportive Rørvik Idrettslag (RIL) a été fondée en 1923 et opère entre autres avec le football, le handball, la gymnastique, le badminton, le tennis de table, l'escalade et le karaté. Le handball RIL joue ses matchs à domicile à Rørvik Spektrum / SinkabergHansen-Arena. Le football RIL joue ses matchs à domicile au stade Rørvik. À côté du stade se trouvent le Rørvikhallen (salle de football) et la piscine de Rørvik.  Rørvik svømme- og livredningsklubb (Association de natation et de sauvetage de Rørvik)  a été fondée en 1950 et offre tout, des cours de natation à la natation de compétition.
Le tir sportif est organisé à Vikna depuis la fin du XIXe siècle avec plusieurs équipes de tir. En 2005, ils ont fusionné avec Vikna Shooting Team, qui possède son propre champ de tir à Rørvik.  

## Expériences et curiosités

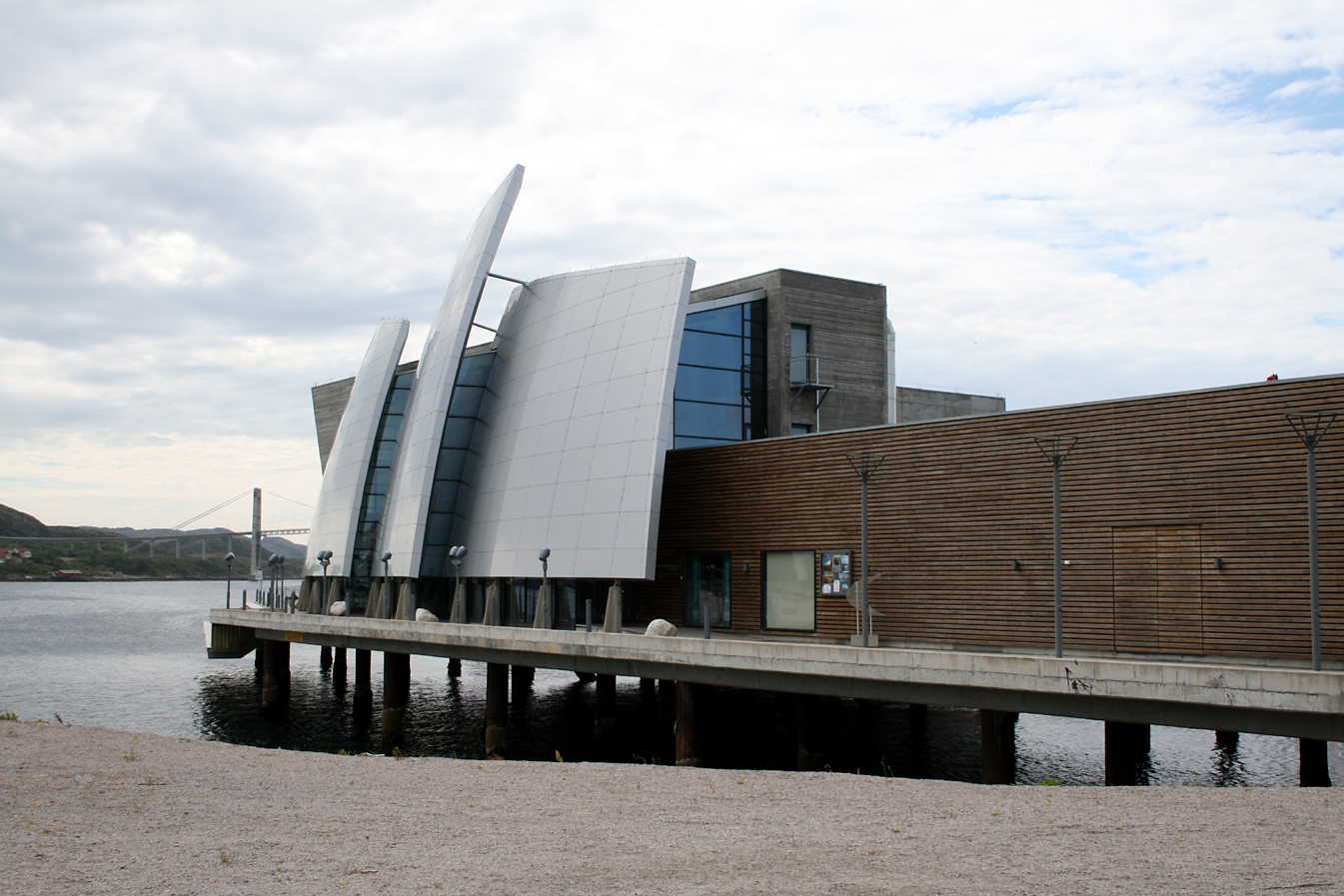
Norveg

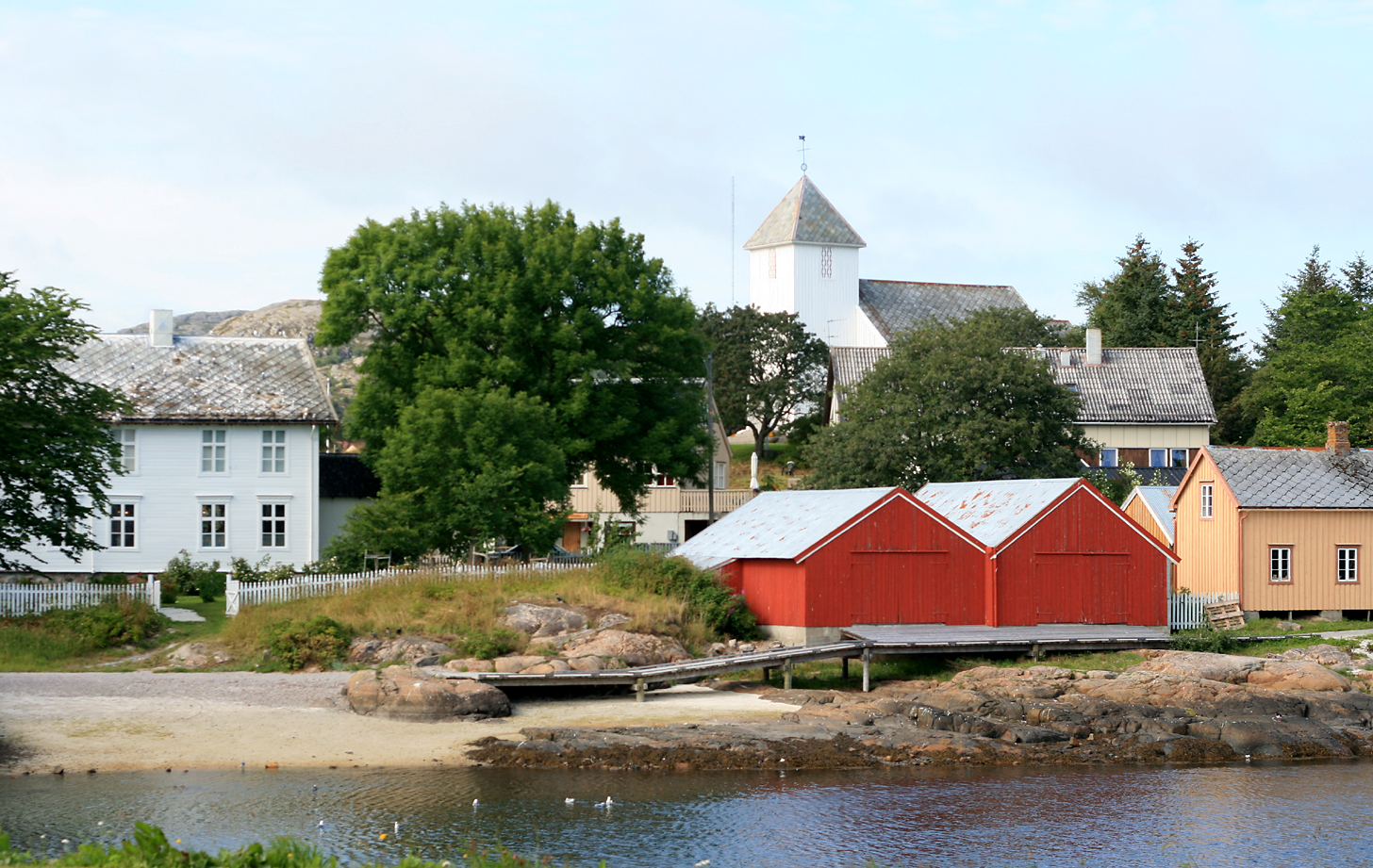
Berggården

Le musée côtier, Norveg, qui documente l'histoire des habitants de la côte et de leurs métiers, vaut particulièrement le détour. Le bâtiment du musée acclamé par la critique a été conçu par l'architecte Guðmundur Jónsson. Le musée possède également Berggården dans le centre de Rørvik et, avec la municipalité de Nærøysund, gère la plupart des bâtiments historiquement importants du village de pêcheurs abandonné de Sør-Gjæslingan.  
La pêcherie de Sør Gjæslingan comprend environ 80 îles, îlots et récifs. À l'époque, c'était l'un des plus grands et des plus importants villages de pêcheurs au sud des Lofoten, où plusieurs milliers de pêcheurs pouvaient se rassembler pendant la saison. Sør-Gjæslingan a été protégé en tant qu'espace culturel national en octobre 2010. Il est possible de faire une excursion d'une journée en bateau jusqu'à Sør-Gjæslingan et il est possible de passer la nuit dans de simples rorbues. Si vous apportez votre propre bateau, vous pouvez vous amarrer au quai des invités à Flatholmen. Sør-Gjærslingan est desservie par le hors-bord MS Fjord Viking de mai à août.  

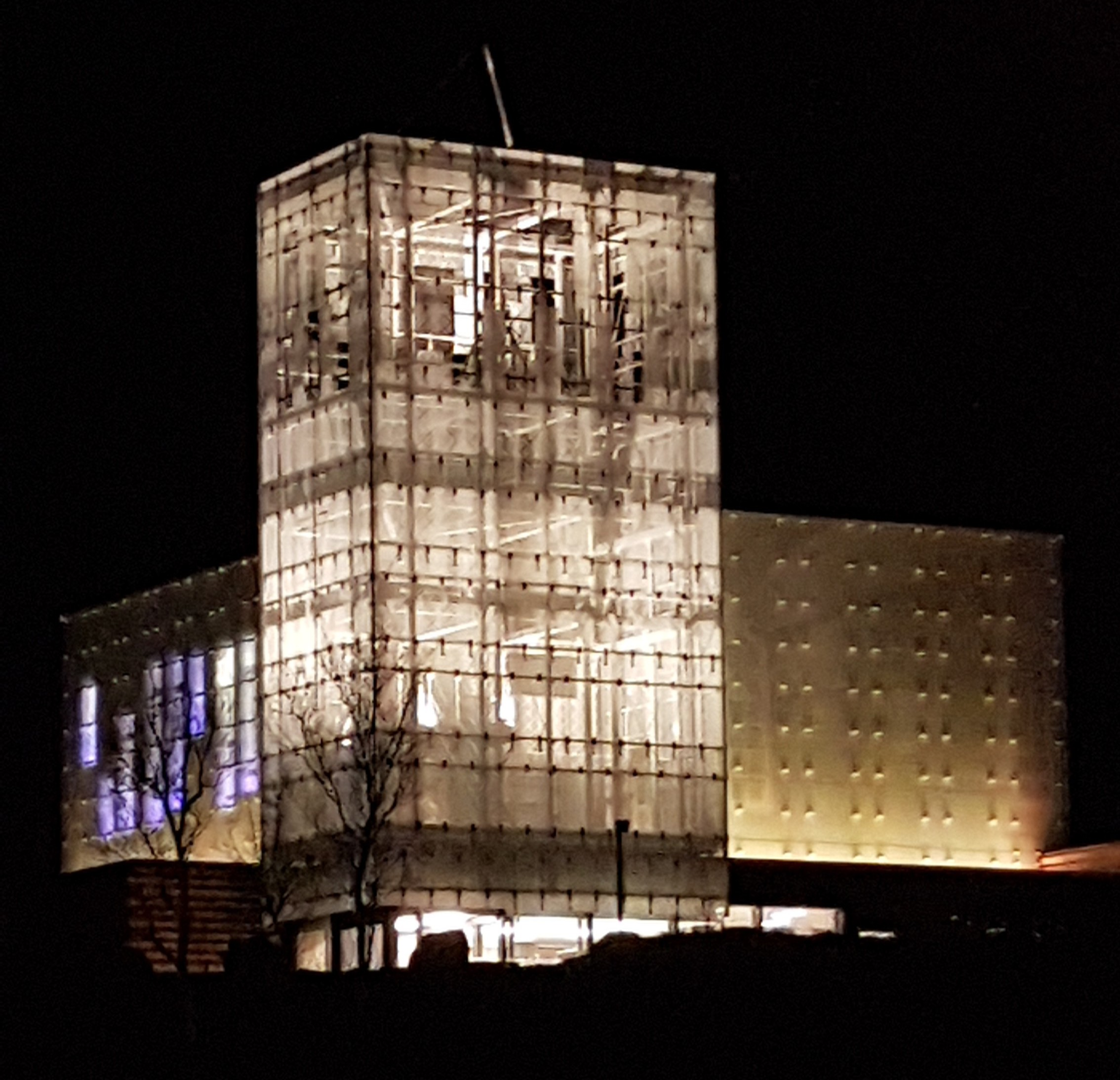
Église de Rørvik

L'église de Rørvik, une attraction bien connue le long de Hurtigruten, a été détruite par un incendie en 2012 et est actuellement remplacée par un nouveau bâtiment moderne.

Le centre d'exposition pour l'aquaculture est une collaboration entre Kystmuseet Norveg et SalmoNor AS et transmet le développement de l'industrie aquacole norvégienne moderne. Dans l'exposition permanente de Norveg, il y a une section sur l'aquaculture et il est également possible de participer à une excursion en bateau vers une ferme salmonicole moderne. La partie maritime se fait avec le bateau d'observation MS Sunniva, qui organise régulièrement des excursions d'observation en été. Ces voyages vont à une installation d'aquaculture moderne où les guides sont responsables des visites de l'installation, et il est possible de découvrir le saumon de près.

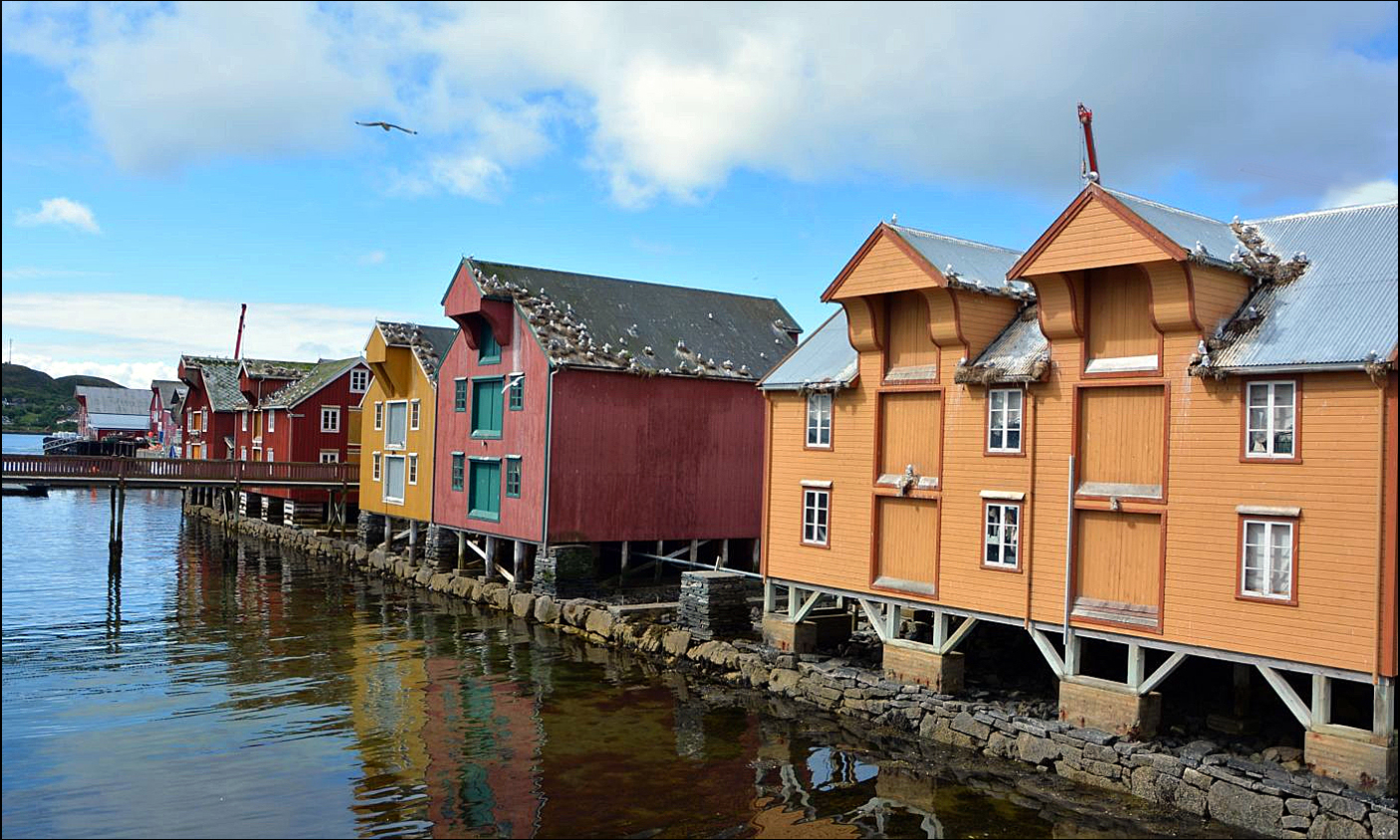
Rangée de maisons de mer au centre de Rørvik
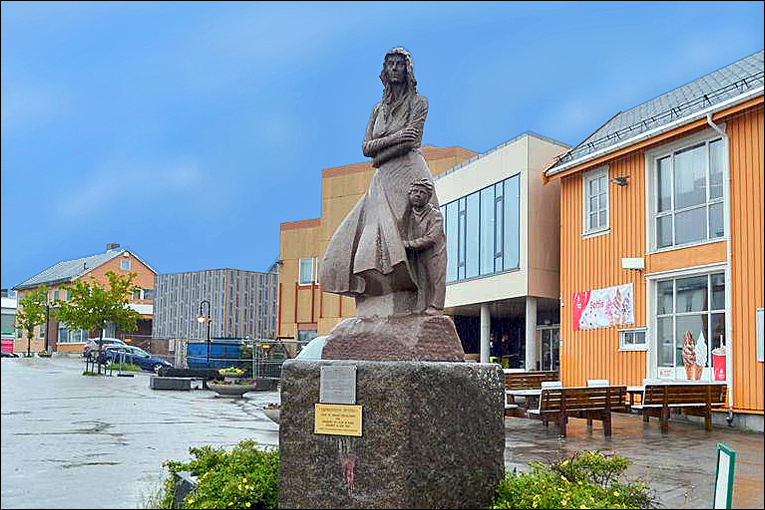
La femme du marin sur la vieille place
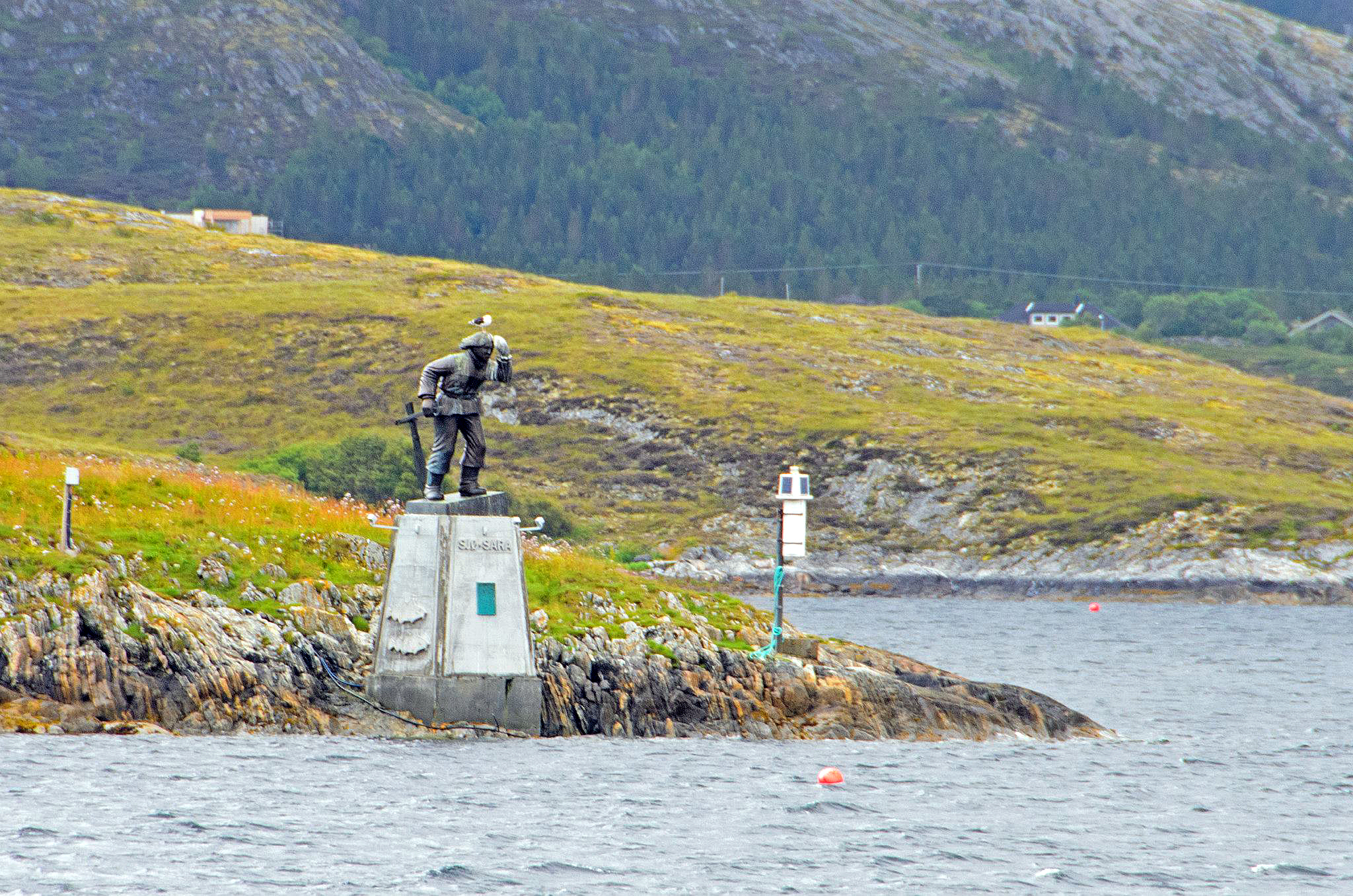
SjøSara (MerSara) - sculpture à l'entrée du port de Rørvik
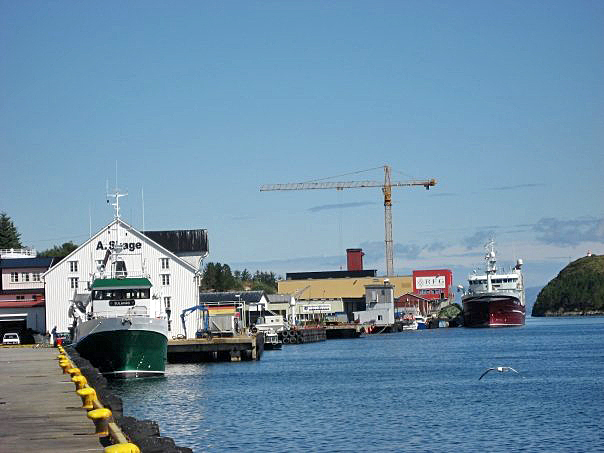
Port de Rørvik